# Jon Landau (filmproducent)
Jon Landau (New York, 23 juli 1960 – Los Angeles, 5 juli 2024) was een Amerikaans filmproducent.
Landau werd geboren in New York en komt uit een filmmakersgezin. Zijn vader Ely A. Landau (1920-1993) en moeder Edie Landau (1927-2022) waren ook filmproducenten. Hij was afgestudeerd aan de University of Southern California. Landau was begin jaren negentig uitvoerend vicepresident speelfilmproductie bij 20th Century Studios. Hij staat algemeen bekend om het produceren van films zoals de met een Oscar bekroonde Titanic en Avatar, beide geregisseerd door James Cameron.
De film Avatar, die in 2009 werd uitgebracht, was indertijd de meest opbrengende film aller tijden en overtrof daarmee Titanic, die dit record twaalf jaar had vastgehouden.
Landau werd 63 jaar oud. Volgens Variety leed hij aan kanker.

## Filmografie
| Jaar | Productie                | Functie              |
| ---- | ------------------------ | -------------------- |
| 1985 | Key Exchange             | Productiesupervisor  |
| 1986 | F/X                      | Productiemanager     |
| 1986 | Manhunter                | Unitproductiemanager |
| 1987 | Making Mr. Right         | Unitproductiemanager |
| 1987 | Campus Man               | Producent            |
| 1989 | Honey, I Shrunk the Kids | Coproducer           |
| 1990 | Dick Tracy               | Coproducer           |
| 1997 | Titanic                  | Producent            |
| 2002 | Solaris                  | Producent            |
| 2009 | Avatar                   | Producent            |
| 2019 | Alita: Battle Angel      | Producent            |
| 2022 | Avatar: The Way of Water | Producent            |

## Prijzen en nominaties
| Film                            | Categorie       | Uitslag        |
| Academy Awards                  | Academy Awards  | Academy Awards |
| ------------------------------- | --------------- | -------------- |
| Titanic (1997)                  | Beste film      | Gewonnen       |
| Avatar (2009)                   | Beste film      | Genomineerd    |
| Avatar: The Way of Water (2022) | Beste film      | Genomineerd    |
| BAFTA Awards                    |                 |                |
| Titanic (1997)                  | Beste film      | Genomineerd    |
| Avatar (2009)                   | Beste film      | Genomineerd    |
| Critics' Choice Awards          |                 |                |
| Avatar (2009)                   | Beste film      | Genomineerd    |
| Avatar: The Way of Water (2022) | Beste film      | Genomineerd    |
| Golden Globe Awards             |                 |                |
| Titanic (1997)                  | Beste dramafilm | Gewonnen       |
| Avatar (2009)                   | Beste dramafilm | Gewonnen       |
| Avatar: The Way of Water (2022) | Beste dramafilm | Genomineerd    |
| Satellite Awards                |                 |                |
| Titanic (1997)                  | Beste dramafilm | Gewonnen       |
| Avatar: The Way of Water (2022) | Beste dramafilm | Genomineerd    |